# 王灏庄园
王灏庄园，位于中国河北省保定市西关，为保定市定州市的一个省级文物保护单位，类型为近现代文物，公布时间为1993年7月15日。
王灏庄园的历史年代为清、民国。